# Punta Federal

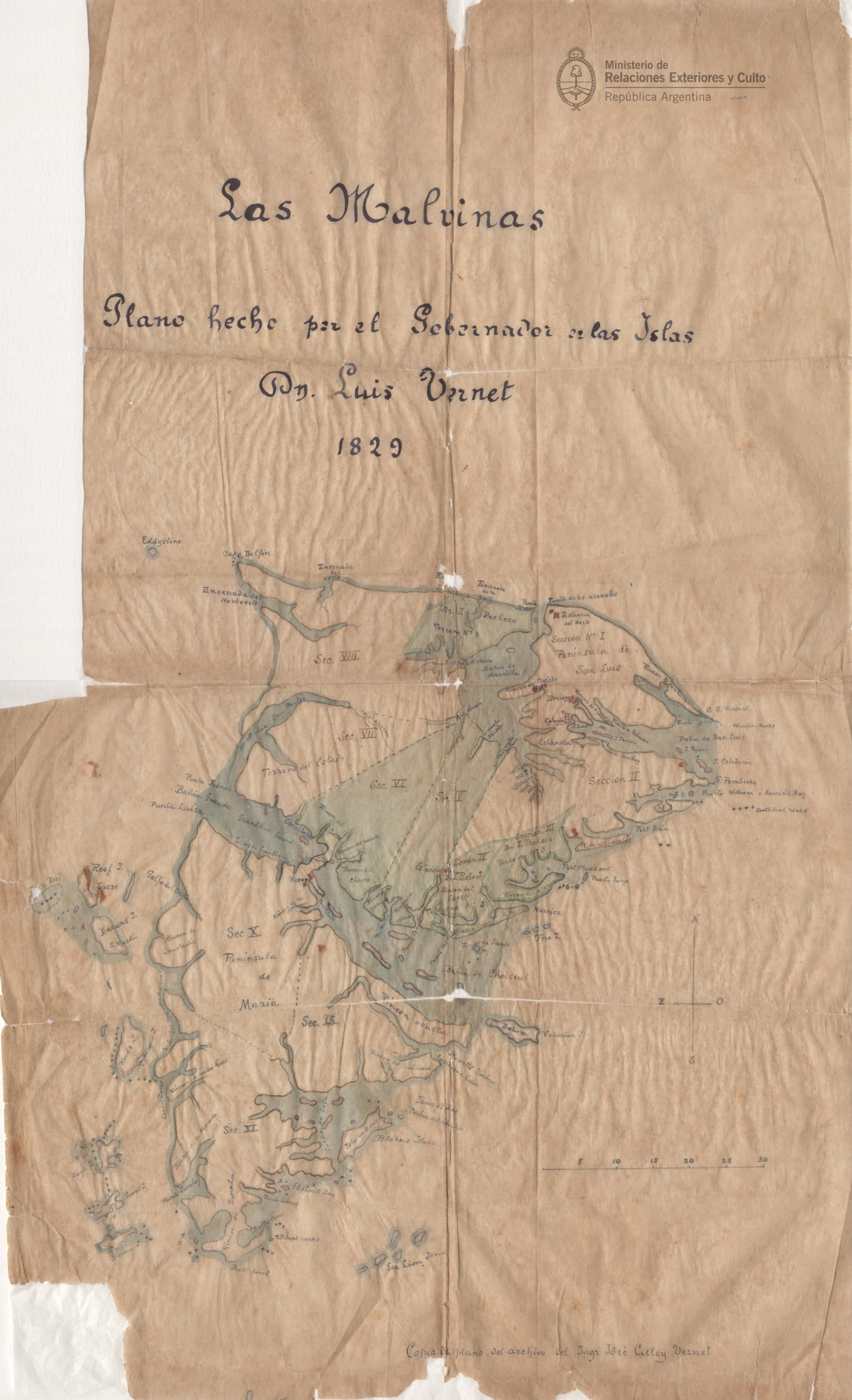
Plano hecho por el gobernador de las Malvinas Luis Vernet en 1829 y conservado en la Cancillería Argentina, donde aparece la punta Federal.

La punta Federal es un cabo ubicado en la costa noroeste de la isla Soledad del archipiélago de las Malvinas, que según la Organización de las Naciones Unidas (ONU), está en litigio de soberanía entre el Reino Unido, quien la administra como parte del territorio británico de ultramar de las Malvinas, y la Argentina, quien reclama su devolución, y la integra en el departamento Islas del Atlántico Sur de la provincia de Tierra del Fuego, Antártida e Islas del Atlántico Sur.
Este cabo marca la entrada norte a la bahía de Ruiz Puente, y se encuentra en aguas del estrecho de San Carlos que lo separa de la isla Gran Malvina. En el lado occidental del cabo se ubican los islotes Noroeste y en el oriental está el cerro Campito.